# Helen Mirren
Helen Mirren (rođena 26. srpnja 1945.) britanska je kazališna, filmska i televizijska glumica.
Rođena je kao Ilena Vasiljevna Mironova. Njezin otac, Vasilij Mironov, je bio Rus, a majka, Kathleen Rogers, Britanka. Njezin otac je anglicizirao prezime svoje obitelji 1950-ih. Njezino anglicizirano ime je Helen.
Mirren se, nakon dvanaest godina zajedničkog života, 31. prosinca 1997. godine udala za američkog redatelja Taylora Hackforda. To je njezin prvi brak, a njegov treći. Mirren nema biološku djecu i kaže da nema majčinskih instinkta, ali ima dva pastorka.
Dana 5. prosinca 2003. godine Mirren je postala član Reda Britanske imperije i otada nosi titulu "Dama". Učlanio ju je Charles, princ Walesa.

## Filmografija
| Godina | Naslov                                    | Uloga                        | Napomene |
| ------ | ----------------------------------------- | ---------------------------- | --- |
| 1967   | Herostratus                               |                              | |
| 1968   | A Midsummer Night's Dream                 | Hermia                       | |
| 1969   | Red Hot Shot                              |                              | |
| 1969   | Age of Consent                            | Cora Ryan                    | |
| 1972   | Miss Julie                                | Miss Julie                   | |
| 1972   | Savage Messiah                            | Gosh Boyle                   | |
| 1973   | O Lucky Man!                              | Patricia                     | |
| 1975   | Caesar and Claretta                       | Claretta Petacci             | |
| 1976   | Hamlet                                    | Ofelija/Gertrude             | |
| 1979   | The Quiz Kid                              | Joanne                       | |
| 1979   | Caligula                                  | Cezonija                     | |
| 1980   | Hussy                                     | Beaty                        | |
| 1980   | The Fiendish Plot of Dr. Fu Manchu        | Alice Rage                   | |
| 1980   | The Long Good Friday                      | Victoria                     | |
| 1981   | Excalibur                                 | Morgana                      | |
| 1984   | Cal                                       | Marcella                     | nominacija: Nagrada BAFTA za najbolju glumicu |
| 1984   | 2010: The Year We Make Contact            | Tanja Kirbuk                 | |
| 1984   | Faerie Tale Theatre: "The Little Mermaid" | Princeza Amelia              | |
| 1985   | Heavenly Pursuits                         | Ruth Chancellor              | |
| 1985   | Coming Through                            | Frieda von Richtofen Weekley | |
| 1985   | White Nights                              | Galina Ivanova               | |
| 1986   | The Mosquito Coast                        | Mother Fox                   | |
| 1988   | Pascali's Island                          | Lydia Neuman                 | |
| 1989   | When the Whales Came                      | Clemmie Jenkins              | |
| 1989   | The Cook, the Thief, His Wife & Her Lover | Georgina Spica               | |
| 1990   | Bethune: The Making of a Hero             | Frances Penny Bethune        | |
| 1990   | The Comfort of Strangers                  | Caroline                     | |
| 1991   | Where Angels Fear to Tread                | Lilia Herriton               | |
| 1993   | The Hawk                                  | Annie Marsh                  | |
| 1993   | Royal Deceit                              | Geruth                       | |
| 1994   | The Madness of King George                | Kraljica Charlotte           | nominacija: Oscar za najbolju sporednu glumicu nominacija: Nagrada BAFTA za najbolju glumicu |
| 1995   | The Snow Queen                            | Snježna kraljica             | (glas) |
| 1996   | Some Mother's Son                         | Kathleen Quigley             | |
| 1997   | Critical Care                             | Stella                       | |
| 1998   | Sidoglio Smithee                          |                              | |
| 1998   | The Prince of Egypt                       | The Queen                    | (glas) |
| 1999   | The Passion of Ayn Rand                   | Ayn Rand                     | |
| 1999   | Teaching Mrs. Tingle                      | Mrs. Eve Tingle              | |
| 2000   | Greenfingers                              | Georgina Woodhouse           | |
| 2001   | The Pledge                                | Doctor                       | |
| 2001   | No Such Thing                             | The Boss                     | |
| 2001   | Happy Birthday                            | žena                         | |
| 2001   | Last Orders                               | Amy                          | |
| 2001   | Gosford Park                              | Mrs. Wilson                  | Nagrada Broadcast Film Critics Association za najbolji ansambl Nagrada Florida Film Critics Circle za ajbolji ansambl Nagrada National Society of Film Critics za najbolju sporednu glumicu Nagrada New York Film Critics Circle Award za najbolju sporednu glumicu Nagrada Screen Actors Guild za najbolji ansambl u filmu Nagrada Screen Actors Guild za najbolju sporednu ulogu u filmu nominacija: Oscar za najbolju sporednu glumicu nominacija: Nagrada BAFTA za najbolju sporednu glumicu nominacija: Nagrada Chicago Film Critics Association za najbolju sporednu glumicu nominacija: Zlatni globus za najbolju sporednu glumicu u filmu nominacija: Nagrada Satellite za najbolju sporednu glumicu u mjuziklu ili komediji |
| 2003   | The Roman Spring of Mrs. Stone            | Karen Stone                  | |
| 2003   | Calendar Girls                            | Chris Harper                 | nominacija: Nagrada Satellite za najbolju sporednu glumicu u mjuziklu ili komediji |
| 2004   | The Hitchhiker's Guide to the Galaxy      | Duboka misao                 | (glas) |
| 2004   | The Clearing                              | Eileen Hayes                 | |
| 2004   | Raising Helen                             | Dominique                    | |
| 2005   | Elizabeth I                               | Queen Elizabeth I            | |
| 2005   | Shadowboxer                               | Rose                         | |
| 2006   | The Queen                                 | Kraljica Elizabeth II        | Oscar za najbolju glumicu Nagrada BAFTA za najbolju glavnu glumicu Nagrada Boston Society of Film Critics za najbolju glumicu Nagrada Broadcast Film Critics Association za najbolju glumicu Nagrada Chicago Film Critics Association za najbolju glumicu Nagrada Florida Film Critics Circle za najbolju glumicu Zlatni globus za najbolju glumicu u dramskom filmu Nagrada Kansas City Film Critics Circle za najbolju glumicu Nagrada Las Vegas Film Critics Society za najbolju glumicu Nagrada Los Angeles Film Critics Association za najbolju glumicu Nagrada Satellite za najbolju glumicu u dramskom filmu Nagrada Screen Actors Guild za najbolju glavnu glumicu u dramskom filmu                                          |
| 2007   | National Treasure: Book of Secrets        | Emily Appleton               | |
| 2008   | Inkheart                                  | Elinor Loredan               | |
| 2009   | State of Play                             | Cameron Lynne                | post-produkcija |
| 2009   | Love Ranch                                | Grace Botempo                | post-produkcija |
| 2009   | The Last Station                          | Sofya Tolstoy                | post-produkcija |
| 2009   | The Tempest                               | Prospera                     | snimanje |

## Vanjske poveznice
- Helen Mirren  Arhivirana inačica izvorne stranice od 8. veljače 2009. (Wayback Machine) at the MBC Encyclopedia of Television
- Helen Mirren Biography
- Morley Safer profile of Helen Mirren on CBS' "60 minutes", 7 January 2007  Arhivirana inačica izvorne stranice od 17. svibnja 2008. (Wayback Machine)
- The Helen Mirren Appreciation Society, Official fan club
- Simon Hattenstone, "Nothing like a dame", (interview) The Guardian (London), 2 September 2006
- Arifa Akbar, "Helen Mirren: The good, the bad and The Queen", (interview), The Independent (London), 27 May 2007
- Stills and comment regarding early films
- Helen Mirren Fansite